# Синтезатор

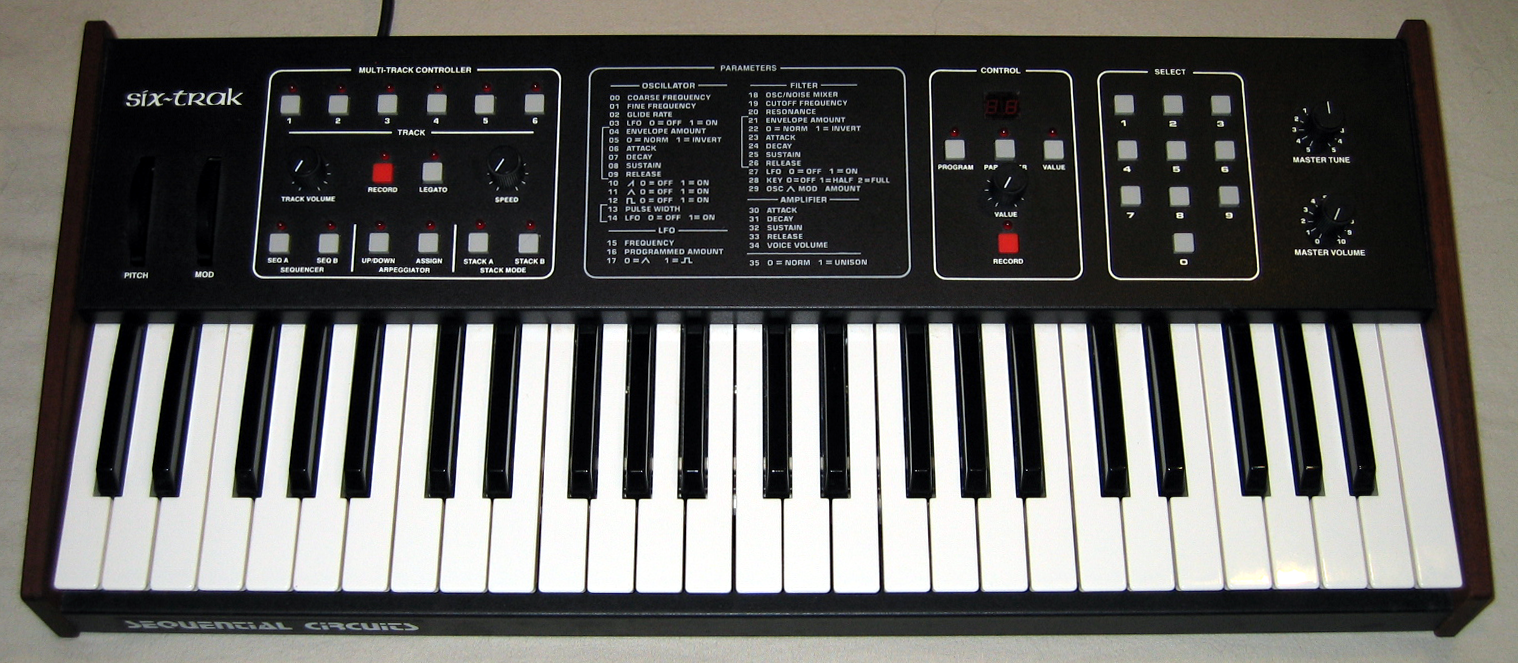
Синтезатор Six-Trak компанії Sequential Circuits

Синтеза́тор — електронний пристрій, який синтезує звук за допомогою одного чи кількох електричних генераторів коливань. Необхідне звучання досягається регулюванням властивостей електричного сигналу (в аналогових синтезаторах), або параметрів центрального процесора (у цифрових синтезаторах). Остаточно електричні коливання перетворюються на звук через гучномовці (або, при потребі, навушники).
Синтезаторами називають як окремі пристрої, що є основою електронних музичних інструментів, так і властиво електронні музичні інструменти. Синтезатор, виконаний у вигляді корпуса із клавіатурою, називається клавішним синтезатором. Синтезатор, виконаний у вигляді корпуса без клавіатури, називається звуковим модулем і управляється від зовнішніх MIDI-пристроїв (MIDI-клавіатури, секвенсера, або іншого синтезатора). Клавішний синтезатор, облаштований вбудованим секвенсером, називають робочою станцією.

## Історичний нарис
Першим пристроєм, що синтезував звук за допомогою електричних генераторів, вважається винайдений 1876 року Еліша Ґреєм музичний телеграф. Ґрей випадково відкрив можливість контролювання звуку автоколивним електромагнітним контуром, і розробив для акустичних цілей осцилятор. Ним же був створений простий динамік, що у пізніших моделях мав вигляд діафрагми, що вібрує у магнітному полі, яка перетворювала електромагнітні коливання у звук.
Наступними відомими електронними інструментами початку 20 століття були такі інструменти, як телармоніум, терменвокс, хвилі Мартено та орган Гаммонда, проте ці інструменти, зазвичай, не відносять до класу синтезаторів — на відміну від сконструйованих пізніше інструментів RCA Mark I, АНС, перелічені інструменти передбачають лише гру у живому часі, тоді як пізніші інструменти дозволяли запрограмувати звук.

### Перші програмні синтезатори
У 1949 році вийшла робота «A Mathematical Theory of Music», що приділяла увагу математичним аспектам музичної теорії та композиції. Вона надихнула інженерів електронників Лабораторії «RCA Princeton Laboratories» — Гаррі Олсена і Герберта Белара до розробки машини, яка б генерувала популярну музику, за їх задумом машина мала поєднувати в собі електронного композитора і генератора звуків. Спроба створити електронного композитора зазнала поразки — як через недостатню потужність комп'ютера та хибність самої теорії композиції.

Синтезатор RCA Mark II, 1956

Проте робота над електронним звуковим генератором була плідною і привела до створення синтезаторів RCA Mark I (1955) та RCA Mark II (1959). Ці моделі вважаються першими програмованими інструментами, RCA Mark II мав 24 лампових осциляторів, програми синтезу звуку записувалися на перфострічках, що зчитувалися спеціальним пристроєм синтезатора. З цими синтезаторами працювали композитори, зосереджені у центрі «Columbia Princeton Electronic Music Centre», було випущено кілька платівок із перекладеннями класичних творів на цих синтезаторах. Проте інструмент не міг претендувати на комерційне використання через надзвичайно великі габарити та високу вартість (175 000 $).
1959 року інструмент, подібний до RCA Mark II був сконструйований в Німеччині фірмою Siemens інженерами Г.Клайном та В.Шаффом. Цей інструмент мав 20 лампових осциляторів і був призначений для озвучування рекламних роликів продукції Siemens. Як і RCA Mark II, синтезатор зчитував програми звукового синтезу з перфострічок, серед інших композиторів з цим інструментом працював Мауріціо Кагель.
Паралельно, 1958 року в СРСР Євгенієм Мурзіним був сконструйований синтезатор АНС, що використовував фотооптичний метод синтезу звуку, а «партитури» для цього інструменту мали вигляд прозорих ліній на дошці покритій фарбою що не висихає. В 1960-х роках для цього інструменту творили А. Шнітке та С.Губайдуліна, Е.Артем'єв використав інструмент у ряді фільмів А. Тарковського.

### Початок комерціалізації
Комерційне використання синтезатора бере свій початок 1963 року, коли американський винахідник Роберт Муґ представив на з'їзді Товариства звукоінженерів свій перший синтезатор, за яким пізніше закріпилося ім'я свого винахідника. Сам Муґ так визначив термін синтезатор:

| Синтезатор — це система генераторів (пристроїв що трансформують і контролюють) які запроєктовані, щоб уможливити загальне й логічне виробництво звуків[1]. |
Цей інструмент коштував значно дешевше (мінімальний комплект — $1500), керувався клавіатурою, що дозволяло використовувати його на естраді, а не лише для студійної роботи (як попередні синтезатори). Інструмент був монофонічним і використовував адитивний метод синтезу. Серед перших музикантів, що використали цей інструмент були гурти The Monkees (альбом Pieces, Aquarius, Capricorn & Jones Ltd., 1967), The Doors (альбом Strange Days, 1967), Grateful Dead, The Rolling Stones і The Beatles. З часом Роберт Муґ розробив кілька моделей синтезаторів, зокрема поліфонічну модель Полімуґ (Polymoog) та мініатюризовану — Мінімуґ (Minimoog).
Фірма Роберта Муґа не протрималася на ринку й десяти років. Її продукти були витіснені дешевшими й досконалішими інструментами великих електронних фірм, таких як Roland, ARP, Yamaha та інші. Проте назва Муґ (Moog) назавжди залишилась в електронній музиці. Навіть у сучасній практиці, що характеризується домінуванням цифрових технологій, багато музикантів використовують інструменти випущені Робертом Муґом. Зокрема Клаус Шульц і Піт Намлок з 1994 працюють
над циклом платівок The Dark Side Of The Moog, 11-й альбом якої вийшов 2008 року.

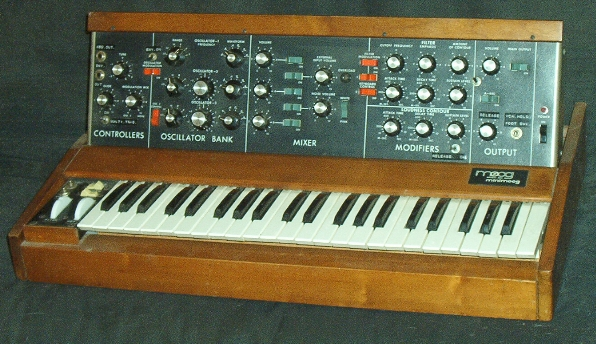
Minimoog свого часу був найпопулярнішим синтезатором

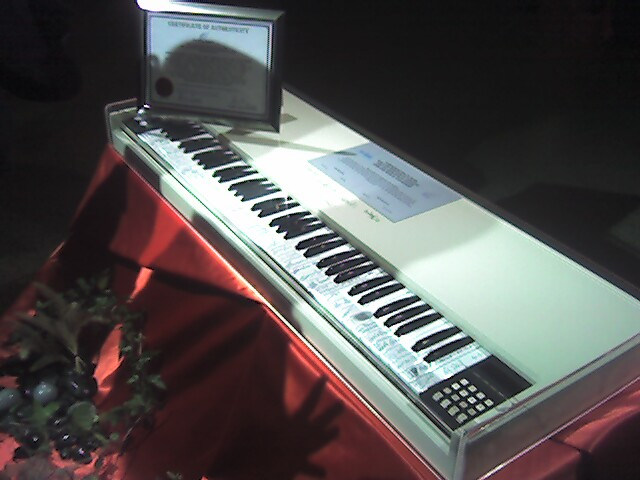
синтезатор Fairlight CMI, 1979 року випуску

В першій половині 1970-х років синтезатор став провідним інструментом рок-музики на рівні з електрогітарою. У ці роки випуском синтезаторів займалися вже кілька фірм:
- ARP Instruments — використовували: Тоні Бенкс, Гербі Генкок, Джо Завінул, Depeche Mode, Alphaville
- Akai
- Electronic Music Studios — використовували: «Pink Floyd», Hawkwind, Roxy Music
- E-mu
- Fairlight — використовували: Пітер Ґебріел, Жан-Мішель Жарр
- Korg
- Moog — використовували: «Yes», Emerson, Lake and Palmer, Тоні Бенкс
- New England Digital
- Oberheim — використовували: Rammstein
- Roland corporation — використовували: Rammstein
- Sequential Circuits — використовували: Eurythmics, Depeche Mode, Duran Duran
- Synclavier — використовували: Стіві Вандер
- Yamaha — використовували: Стів Райх, Kraftwerk, Браян Іно, Енія, Deep Purple, U2, Vangelis.

### Поліфонічні синтезатори
Ранні синтезатори були виключно монофонічними (одноголосними), проте швидкий поступ мініатюризації електронних пристроїв і розвиток мікросхем сприяли мініатюризації синтезаторів та опануванню поліфонії. Синтезатор Polymoog, що випускався у 1975—1980 роках уже мав 4-голосну поліфонію, проте були недостатньо гнучкими в управлінні. просунутіші поліфонічні синтезатори ведуть свій відлік з моделей Yamaha GX1, CS-50, CS-60 та Yamaha CS-80 а також Oberheim Four-Voice. Щоправда, і ці інструменти ще були досить складними і дорогими.
Іншим важливим нововведенням стала цифрова пам'ять, що дозволяла швидко перемикати звуки на синтезаторах. Це стало можливим із появою мікропроцесорів на початку 1970-х, щоправда, початково мікропроцесори були дуже дорогими й складні для використання і лише у 1977 році з'явилися перші синтезатори, що використовували мікропроцесор як контролер — це були синтезатори Prophet-5 виробництва Sequential Circuits З цією моделлю музиканти вперше отримали можливість зберігати налаштування параметрів синтезу у пам'яті інструменту і завантажувати їх з пам'яті простим натисканням кнопки. Prophet-5 також відрізнявся від попередників компактністю. Іншою відомою моделлю поліфонічного синтезатора стала Coupland Digital Music Synthesizer, щоправда, не мала комерційного успіху.

### Радянські синтезатори
В СРСР використання закордонних технологій обмежувалося, що позначилося і на синтезаторах. Тому радянські синтезатори хоча й орієнтувалися на західні моделі, проте їх розвиток мав свою специфіку. розвиваючись за умов майже монопольної економіки, вони використовуючи деталі і плати, що вироблялися виключно на вітчизняних заводах. В результаті радянські синтезатори утворили унікальний спектр продукції.
Серед моделей 1970-х — 1980-х років — інструмент з 8-голосною поліфонією «Полівокс», монофонічні інструменти, «Ритм-2», «Естрадін — 230», «Аліса — 1377», драм-машини «Лель», «Марш УДС», «Полігон», вокодер «Крок» та інші. Серед виробників синтезаторів — Житомирський завод «Электроизмеритель» (нині — ВАТ «Електровимірювач»), де випускались синтезатори «Естрадін-230».
Звуки деяких синтезаторів пізніше були емульовані VST-інструментами з однойменними назвами, розробленими російською компанією SyncerSoft. За спогадами музикантів, більшість радянських синтезаторів мали досить великий рівень шумів, іноді нестабільно тримали тон, потенціометри й інші регульовані резистори досить часто виходили з ладу.
З розпадом СРСР, радянські заводи припинили випуск подібних інструментів, що було пов'язано з причинами економічного характеру.

### Поява цифрових синтезаторів
Появу першого цифрового синтезатора датують 1971 роком — це був синтезатор Con Brio ADS (Advanced Digital Synthesizer). Він був винятково дорогим і був використаний для звукових ефектів у телепрограмі Sci-Fi Star Trek. 1973 року з'явився гібридний аналогово-цифровий Maplin Synthesiser.
Першим цілком доступним, повністю цифровим синтезатором, що спирався на мікропроцесори був Synclavier, що був устаткований двома клавіатурами (комп'ютерного та фортепіанного типів) та жорстким диском. Цей синтезатор використали такі музиканти, як Гербі Генкок, Пітер Ґебріел, музиканти гурту Duran Duran та інші.
Іншими інструментами, що продавалися відносно успішно, були також австралійський Fairlight CMI (1979), американський E-mu Emulator (1981) і німецький PPG Wave (1981). Слід відзначити також цифрове піаніно Kurzweil K250, випущене 1983 року, що спиралося на технологію цифрового семпліювання.
Спочатку цифрові синтезатори були сприйняті музикантами недовірливо, згодом, однак почали домінувати на ринку. Вони не поступалися можливостями у генеруванні звуку аналоговим. Крім того цифрові синтезатори устатковувалися банками різноманітних звуків. Цифрові синтезатори були меншими, а згодом стали й дешевшими, у 1980-х роках вже доступними досить широкому загалу. Провідними виробниками цифрових синтезаторів стали японські фірми Yamaha і Casio, Yamaha вперше впровадили й операторний синтез (FM-синтез) звуку у моделях GS-1 та GS-2. Особливою популярністю користувалася модель Yamaha DX7, випущена 1983 року, лише упродовж трьох років було продано 200 000 екземплярів.
Цифрові синтезатори, однак не витіснили аналогові та й до сьогодення використовують обидва різновиди. Широко розповсюджені також і можливі комбінації аналогових і цифрових технологій, зокрема ряд цифрових синтезаторів модулюють процеси аналогового синтезу.

## Типи синтезу звуку
Синтезатори використовують різні типи синтезу звуку, серед яких слід зазначити такі:
- Підсумовувальний (адитивний) синтез, в якому використовують принцип суперпозиції (накладення) декількох хвиль простої (звичайно синусоїдної) форми з різними частотами й амплітудами. За аналогією з електроорганами ці хвилі називаються регістрами й позначаються, як 16' (тон октавою нижче взятого), 8' (вихідний тон), 4' (тон октавою вище взятого) і т. д. (цифра дорівнює довжині труби відповідного регістра органа у футах). У чистому вигляді зустрічається в електроорганів (Hammond, Farfisa) та їх цифрових емуляторів (Korg CX-3, Roland VK-8 і т. д.). Звучання інструмента тим багатше, чим більша кількість регістрів використана в конструкції.

- Віднімальний (субтрактивний) синтез, у якому вихідна хвиля довільної форми змінює тембральне забарвлення при проходженні через різноманітні фільтри, обвідні генератори, процесори ефектів і т. д. Як підмножина цей тип синтезу широко застосовується практично у всіх сучасних моделях синтезаторів.

- Операторний (FM, від англ. Frequency Modulation) синтез, у якому відбувається взаємодія (частотна модуляція й підсумовування) декількох хвиль простої форми. Кожна хвиля разом зі своїми характеристиками називається оператором, певна конфігурація операторів становить алгоритм. Чим більша кількість операторів використана в конструкції синтезатора, тим багатше стає звучання інструмента. Наприклад, популярний донині синтезатор Yamaha DX-7 (1984 року випуску) має 6 операторів, для конфігурування яких служить 36 різних алгоритмів.

- Фізичний синтез (метод фізичного модулювання), у якому шляхом використання потужних процесорів виробляється моделювання реальних фізичних процесів, що протікають у музичних інструментах того або іншого типу. Наприклад, для дерев'яних духових, таких як флейта, параметрами будуть довжина, профіль і діаметр труби, швидкість повітряного потоку, матеріал корпуса; для струнних інструментів — розмір корпуса, матеріал, довжина й натяжіння струн і т. д. Фізичний синтез використовують такі інструменти, як Yamaha VL-1, Korg OASYS[en], Alesis Fusion[en] і т. д.

- Табличний (англ. Wavetable, PCM) синтез, у якому звук створюється шляхом відтворення записаних раніше у пам'ять інструмента фрагментів звучання реальних музичних інструментів (семплів і мультисемплів). Найвідоміший синтезатор у цій групі — Waldorf Wave, цей синтезатор вважається також найдорожчим синтезатором у світі.

Крім того синтезатори можуть використовувати комбіновані види синтезу, в яких використовують ту чи іншу комбінацію з перелічених вище видів. Більшість сучасних інструментів створюється саме на основі гібридного синтезу, завдяки його потужним засобам варіювання тембру в самих широких межах.

### Напрямки синтезу звуку
Існують два основні напрямки синтезу звуків.
- Імітація акустичних музичних інструментів. Відносно легшою вважається задача синтезування звуку духових інструментів, складнішою — струнних інструментів.
- Винайдення невідомих раніше звуків.

## Різновиди синтезаторів
Залежно від технології, яку використовують, синтезатори можна розділити на дві основні категорії — аналогові та цифрові, хоча можливе також і поєднання цих технологій, реалізоване у віртуально-аналогових синтезаторах. Своєю чергою цифрові синтезатори можуть реалізовуватися як апаратно (у вигляді інструментів) так і віртуально (програмним забезпеченням комп'ютера). За призначенням можна виділити професійні синтезатори, та інтерактивні, призначені для освітніх та розважальних цілей.

### Аналогові синтезатори
Аналогові синтезатори реалізують адитивний і субтрактивний типи синтезу. Головна особливість даної категорії полягає в тому, що звук генерується й обробляється за допомогою реальних електричних ланцюгів. Часто з'єднання різних модулів синтезу виробляється за допомогою спеціальних кабелів — патч-кордів, звідси «патч» — загальноприйнята назва певного тембру синтезатора серед музикантів. Основні переваги аналогових синтезаторів полягають у тому, що всі зміни характеру звучання в часі, наприклад рух частоти зрізу фільтра, відбуваються винятково плавно (безперервно). Недоліком вважається високий рівень шуму. До найвідоміших, використовуваних у наш час аналогових синтезаторів належать: Mimimoog Voyager, LittlePhatty, Prophet '08, Andromeda A6.

### Віртуально-аналогові синтезатори
Віртуально-аналогові синтезатори є гібридом між аналоговим синтезатором і цифровим, несучи у своєму корпусі програмну складову. Найвідоміші серед них: Access Virus TI, Nord Lead 2x, Nord Modular, DSI Poly Evolver

### Цифрові синтезатори
Цифрові синтезатори реалізуються як апаратно, так і віртуально.
Апаратні цифрові синтезатори по суті є вузькоспеціалізованими комп'ютерами, що реалізують різноманітні типи синтезу. Для створення й відтворення вихідних хвильових форм, модифікації звучання обвідними фільтру, використовують цифрові пристрої на базі одного центрального процесора й декількох співпроцесорів. Найпередовіші моделі сучасних цифрових синтезаторів (Korg OASYS, Roland Fantom, Yamaha Tyros), подібно персональним комп'ютерам, дозволяють оновлювати операційну систему, містять сторінкові меню, вбудовані довідкові файли, скрінсейвери й т.д.
Віртуальні синтезатори є різновидом цифрових синтезаторів, однак вони є особливим видом програмного забезпечення. Для створення звуку використовують центральний процесор й оперативну пам'ять персонального комп'ютера, а для виводу звуку на відтворюючий пристрій використовують звукову карту ПК. Віртуальні синтезатори можуть бути як самостійними (stand-alone) програмними продуктами, так і плаґінами (plug-ins) певного формату (VST, DXi, RTAS, TDM, LADSPA і т. д.), призначеними для запуску усередині програми-хоста, звичайно багатоканального зведення (Cubase VST, Cakewalk Sonar, Logic Pro, Pro Tools, Ardour і т. д.). Завдяки високій доступності популярність віртуальних синтезаторів зростає, чільне місце серед віртуальних синтезаторів займають численні моделі апаратних інструментів (наприклад, Native Pro53 — емулятор синтезатора Prophet, Novation V-Station — емулятор синтезатора Novation K-Station, Korg Legacy — емулятори синтезаторів Korg M1, Wavestation, PolySix, MS20 і т. д.).
Інтерактивні, або домашні синтезатори також є різновидом цифрових синтезаторів, призначених спеціально для домашнього й салонного аматорського музикування, а також для інтерактивного навчання музиці. Звичайно в таких синтезаторах відсутні засобу для розвиненого редагування звуку, включаючи регулятори реального часу. Акцент робиться на реалістичній імітації різноманітних оркестрових інструментів і використанні функції автоматичного акомпанементу. У цьому випадку для того, щоб зіграти який-небудь музичний твір, виконавцеві не потрібно програмувати тембри або записувати партії в секвенсер — досить вибрати готовий тембр для мелодії й стиль для автоакомпанементу. Безумовно, керування подібними синтезаторами істотно простіше, ніж у професійних виконавських моделей і найчастіше доступно навіть дитині. Багато синтезаторів подібного типу містять у собі навчальні ігри типу «вгадай ноту» або «вгадай акорд», збірники готових музичних творів для прослуховування й розучування, функцію караоке з виводом на екран тексту пісні і т. д. До даної категорії синтезаторів відносяться сімейства Yamaha PSR, Casio CTK/WK, Roland E/VA/EXR і т. д.

## Керування роботою синтезатора
Керування сучасного професійного синтезатора є складним процесом, пов'язаним з контролем декількох сотень, або й тисяч, різноманітних параметрів, що визначають ті чи інші аспекти звучання. Деякі параметри можуть управлятися в реальному часі за допомогою обертових регуляторів, коліс, педалей, кнопок; інші налаштовуються лише попередньо. Набір регульованих параметрів та їх інтерфейс можуть відрізнятися у різних моделях, проте серед загальних можна виділити такі:
- Клавіатурний і динамічний трекінг використовують для відстеження позиції й швидкості натискання на клавішу. Наприклад, при русі від нижніх клавіш до верхніх, тембр може плавно змінитися від віолончелі до флейти, причому при більше енергійному натисканні на клавіші до загального звучання можна додати, наприклад, тембр литавр.

- ADSR-обвідна (англ. ADSR-envelope) застосовують для неперіодичної зміни певного параметра звучання (найчастіше — гучності та частоти зрізу фільтра). Обвідна — ламана лінія, що складається із секцій атаки (Attack), спаду (Decay), затримки (Sustain) і затухання (Release), хоча в окремих моделях можуть зустрічатися спрощені (ADR) або ускладнені, багатостадійні обвідні.

- Фільтр (англ. filter) служить для вирізання із загального спектра сигналу певної смуги частот. Найчастіше фільтр також обладнується резонансом, що дозволяє різко підсилити смугу частот на границі зрізання. Зміна характеристик фільтра за допомогою регуляторів реального часу, клавіатурного трекінгу й/або обвідних дозволяє одержувати винятково різноманітні варіанти звучання.

- Рінг-модулятор (англ. ring-modulator) дозволяє модулювати вихідний сигнал іншим сигналом з певною частотою (фіксованою, або циклічно змінною), за рахунок чого відбувається істотне збагачення гармоніками. Назва «Ring» (англ. «дзвонити») пов'язана з тим, що цей вузол часто служить для одержання «дзвоноподібного» звучання інструмента.

- Генератор низьких частот (англ. Low Frequency Oscillator, LFO) застосовується для періодичної зміни певних параметрів звучання, наприклад висоти, гучності, частоти зрізу фільтра й т.д. У випадку циклічної зміни гучності створюється ефект тремоло, зміна висоти створює ефект вібрато, періодична зміна частоти зрізу фільтра називається ефектом «вау-вау» (англ. «wah-wah»).

- Обробку ефектами використовують для остаточного доведення звучання. Сучасні синтезатори звичайно оснащують досить великою кількістю ефектів-процесорів (наприклад, Korg Karma — 8 процесорів, Roland Fantom — 6 процесорів і т. д.). Процесори працюють незалежно один від одного, хоча при бажанні їх можна поєднувати в послідовні ланцюги. Сучасні ефекти-процесори реалізують велику кількість просторових (реверберація, затримка, луна), модуляційних (фленжер, хорус, фейзер) і інших (дисторшн, звуковисотний зсув) алгоритмів ефектів. Найпросунутіші моделі мають засоби для керування параметрами ефектів від регуляторів реального часу, обвідних, LFO і т. д.

## MIDI-контроль
Переважна більшість сучасних синтезаторів є MIDI-сумісними інструментами. Історично поява технології і стандарту MIDI була пов'язана з тим, що в міру того, як синтезатори ставали все доступнішими і все різноманітнішими, музиканти вважали за потрібне мати велику колекцію синтезаторів, і почергово використовувати їх у студії та концертних виступах. В результаті інструменталісти-«клавішники» вибудовували на концертних естрадах цілі «стіни» з кількох або навіть кільканадцяти клавішних синтезаторів, розміщуючись посередині між ними. Звичайно, така ситуація виглядала все менш практичною і врешті окреслила необхідність стандартизації інструментів з тим, щоб клавішник міг керувати кількома пристроями з однієї клавіатури.

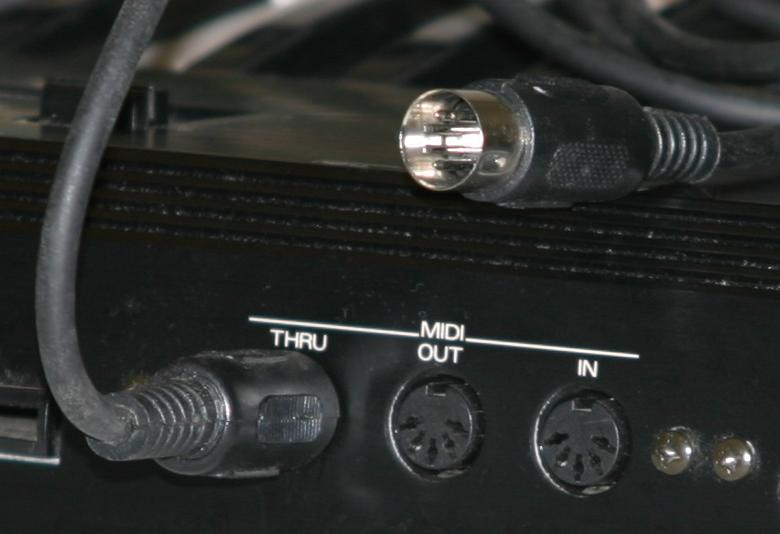
Роз'єми MIDI на задній панелі синтезатора та MIDI-кабель

Технологія MIDI дозволяє передачу інформації з одного пристрою або інструменту іншому у режимі реального часу. Ця інформація включає власне повідомлення про взяття нот з клавіатури, команди вибору інструменту (тобто приготованих у пам'яті інструменту програм синтезу звуку), контролю різних нюансів виконання, таких як гучність чи панорамування та інші повідомлення. Для забезпечення роботи з MIDI, на синтезаторах встановлюються роз'єми MIDI-IN (через який поступає MIDI-інформація з інших пристроїв), MIDI-OUT (через який пристрій передає MIDI-інформацію про дії, які на ньому виконуються до інших пристроїв), та MIDI-THRU (для передачі інформації, отриманої через MIDI-IN в незміненому вигляді).
Цифровий стандарт MIDI для апаратних синтезаторів було введено 1983 року, а з 1991 року MIDI став стандартом і для програмного забезпечення. Можливість управляти з MIDI-клавіатури одночасно кількома синтезаторами (при відповідній комутації цих пристроїв за допомогою MIDI-кабелів) привела до появи синтезаторів без MIDI-клавіатури, або т. зв. «звукових модулів». Як правило, такі звукові модулі виготовляються з урахуванням можливості закріплювати їх на спеціальних стійки — реках (звідси ще одна назва — «рекові» синтезатори). Сучасні синтезатори можна підключити і до звукової карти комп'ютера за допомогою MIDI-кабелю, який підключається до відповідних роз'ємів синтезатора та звукової карти.

## Синтезатори у музичній практиці
Початком популярності синтезаторів у музичній культурі можна вважати альбом Венді Карлоса Switched-On Bach 1968 року, в якому на синтезаторі Муґа були виконані відомі інструментальні твори Баха. Цей альбом став першим із електронних альбомів, що попав до категорії «платинових».
Упродовж кінця 1960-х синтезатор Муґа був використаний у сотнях записів. В ті часи цей інструмент породив своєрідну субкультуру пошуків нових звуків і привертання уваги до них. Ця тенденція певним чином торкнулася і радянської культури — неповторний тембр синтезатору АНС можна почути у ряді фільмів А.Тарковського, звуки синтезаторів неодмінно присутні у радянських кінострічках фантастичної тематики.
У 1980-х роках синтезатори викликали до життя цілу низку музичних напрямків, існування яких без цього інструменту було б неможливе. Одним із перших став синті-поп, який на початку 1980-х років вивів гурти Depeche Mode, Visage та OMD на вершини британських чартів. Згодом звучання синтезаторів визначило усе багатоманіття електронної музики, від клубної танцювальної музики до експериментальних напрямків. У 1980-х роках більшість рок- і поп-гуртів використовували синтезатори. У висліді електронний звук втратив риси прогресивності й став тривіальним.
У сучасності синтезатор має практично будь-який гурт поп- чи рок-музики. Музиканта, що грає на синтезаторі у таких колективах зазвичай називають клавішником. Роль клавішного синтезатору в поп- чи рок- ансамблі може бути різноманітною — синтезатор можна використовувати для підтримки гармонічної педалі (в цьому разі властиве використання м'якого, приглушеного тембру), для окремих звукових ефектів, та як сольний інструмент. У концертній практиці також можливе використання синтезатора як заміни того чи іншого акустичного інструменту чи кількох інструментів, як правило така заміна пов'язана з труднощами організаційного чи бюджетного характеру.